# Ujan Mas Lama
Ujan Mas Lama is een bestuurslaag in het regentschap Muara Enim van de provincie Zuid-Sumatra, Indonesië. Ujan Mas Lama telt 6333 inwoners (volkstelling 2010).